# Florian Makhedjouf
Florian Adel Makhedjouf (* 11. Januar 1991 in Ivry-sur-Seine, Frankreich) ist ein algerischer Fußballspieler, der bis zum 14. Dezember 2017 beim FC Tours unter Vertrag stand und nun vereinslos ist.

## Karriere

### Verein
Florian Makhedjouf kam in Ivry-sur-Seine in Frankreich auf die Welt. Sein Vater ist Algerier und seine Mutter stammt aus Italien. Im Alter von sechs Jahren begann er beim ES Vitry mit dem Fußball spielen. Im folgenden Jahr wechselte er zu US Villejuif, wo er bis zum dreizehnten Lebensjahr spielte. Danach spielte er zwei Spielzeiten für US Ivry. 2006 wurde er von den PSG-Scouts gesichtet und wechselte in deren Jugendabteilung. Im Juni 2010 gewann er mit der U-19 die nationale Meisterschaft, nachdem man im Finale gegen den AS Monaco mit 4:2 im Elfmeterschießen gewann.
Am 15. Dezember 2010 absolvierte er in der UEFA Europa League 2010/11 gegen Karpaty Lwiw sein Profidebüt, als er in der 91. Minute für Mevlüt Erdinç eingewechselt wurde. Am Ende der Saison wurde ihm jedoch mitgeteilt, dass sein Vertrag nicht verlängert wird und er sich nach einem neuen Verein umschauen kann.
Am 23. Juni 2011 unterschrieb er einen Dreijahresvertrag beim Zweitligisten CS Sedan. Nachdem Makhedjouf dort zwei Spielzeiten verbrachte und in 33 Spielen zwei Treffer erzielt hatte, wechselte er im Sommer 2013 zu Red Star Paris. Am 13. Dezember gelang ihm beim 2:1-Heimsieg über den späteren Aufsteiger Gazélec FC Ajaccio der 1:0-Führungstreffer. Im Juli 2017 wechselte er weiter zum FC Tours, aber der Vertrag wurde nach nur knapp fünf Monaten wieder aufgelöst. Seitdem ist er vereinslos.

### Nationalmannschaft
Am 17. November 2009 absolvierte er gegen Tunesien ein Länderspiel für die algerische U-20-Nationalmannschaft.